# ウジェーヌ・ドラクロワ
フェルディナン・ヴィクトール・ウジェーヌ・ドラクロワ（Ferdinand Victor Eugène Delacroix, 1798年4月26日 - 1863年8月13日）は、19世紀フランスのロマン主義を代表する画家、アーティスト。「ドラクロワ」は「ドラクロア」とも表記する。

## 生涯
1798年、パリ近郊のシャラントン (現在のサン＝モーリス) に生まれた。父は外交官シャルル＝フランソワ・ドラクロワだが、ウィーン会議のフランス代表として知られるタレーラン＝ペリゴールが実の父親だという仮説があり、かなりの根拠がある。
新古典主義の画家ピエール＝ナルシス・ゲラン (Pierre-Narcisse Guérin) に入門し、先輩画家であるアントワーヌ＝ジャン・グロの強力な推薦もあり、1822年に『ダンテの小舟』でサロン（官展）に入選した。
1824年のサロンには『キオス島の虐殺』を出品する。この作品は当時（1822年）実際に起きた事件を題材にしたもので、サロンでも賛否両論を巻き起こした。グロはこの作品を「これは（キオス島の虐殺ではなく）絵画の虐殺である」とまで酷評したが、結局、作品は政府買上げとなった。1830年の七月革命に際しては、有名な『民衆を導く自由の女神』を制作している。この絵画はドラクロワ自身の肖像と共に、旧フランス・フランの100フラン紙幣に描かれたこともあった。
1832年、フランス政府の外交使節に随行する記録画家としてモロッコを訪問した。1834年の『アルジェの女たち』は、モロッコ旅行の際のデッサンをもとに制作したものである。1830年代以降は、リュクサンブール宮殿、パリ市庁舎など、政府関係の大建築の装飾を数多く手掛け、1863年に死去するまで旺盛に制作を続けた。アトリエ兼自宅は、国立のウジェーヌ・ドラクロワ美術館となっている。

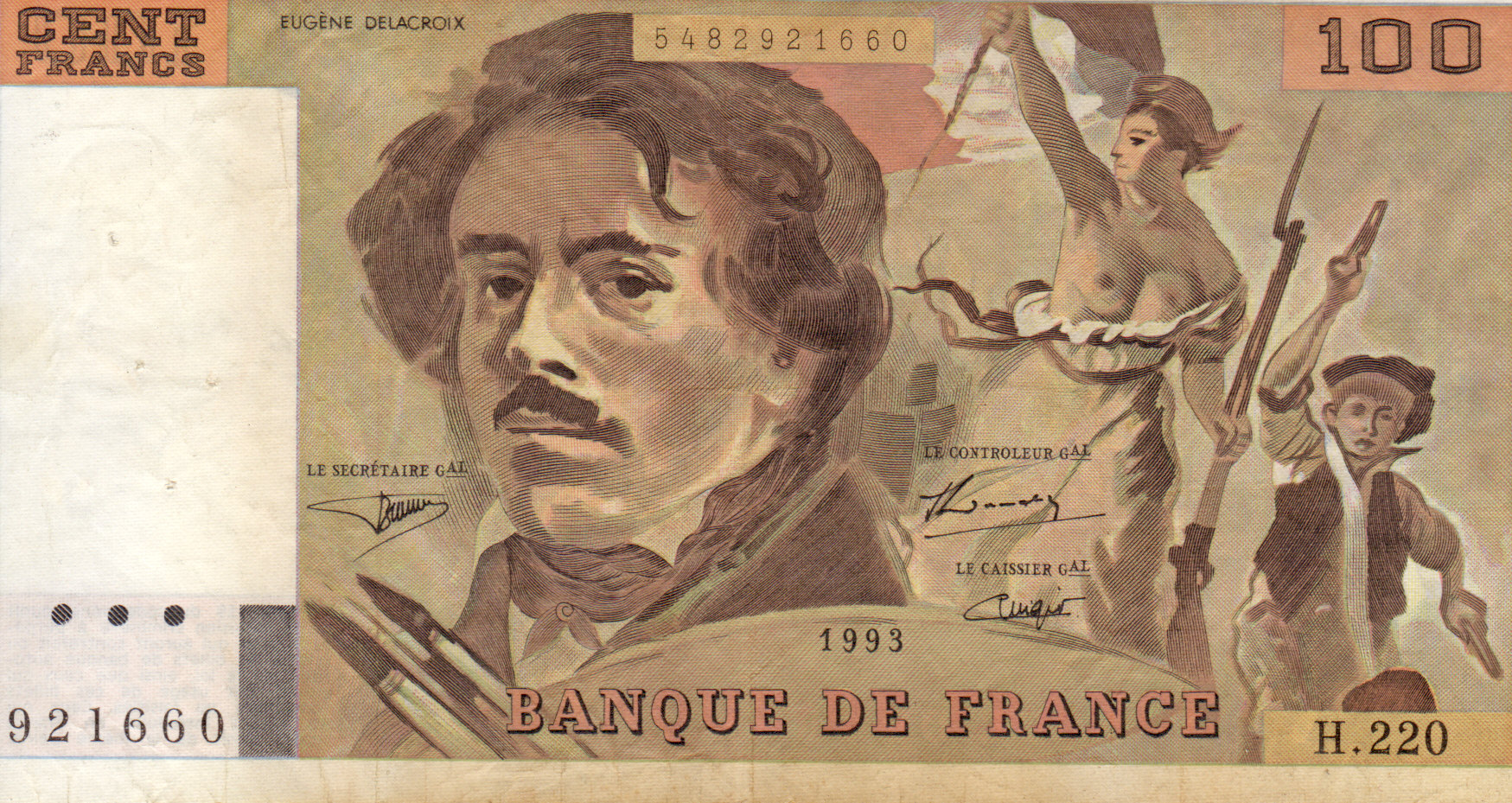
画家ドラクロワの肖像（フランスの100フラン紙幣）。

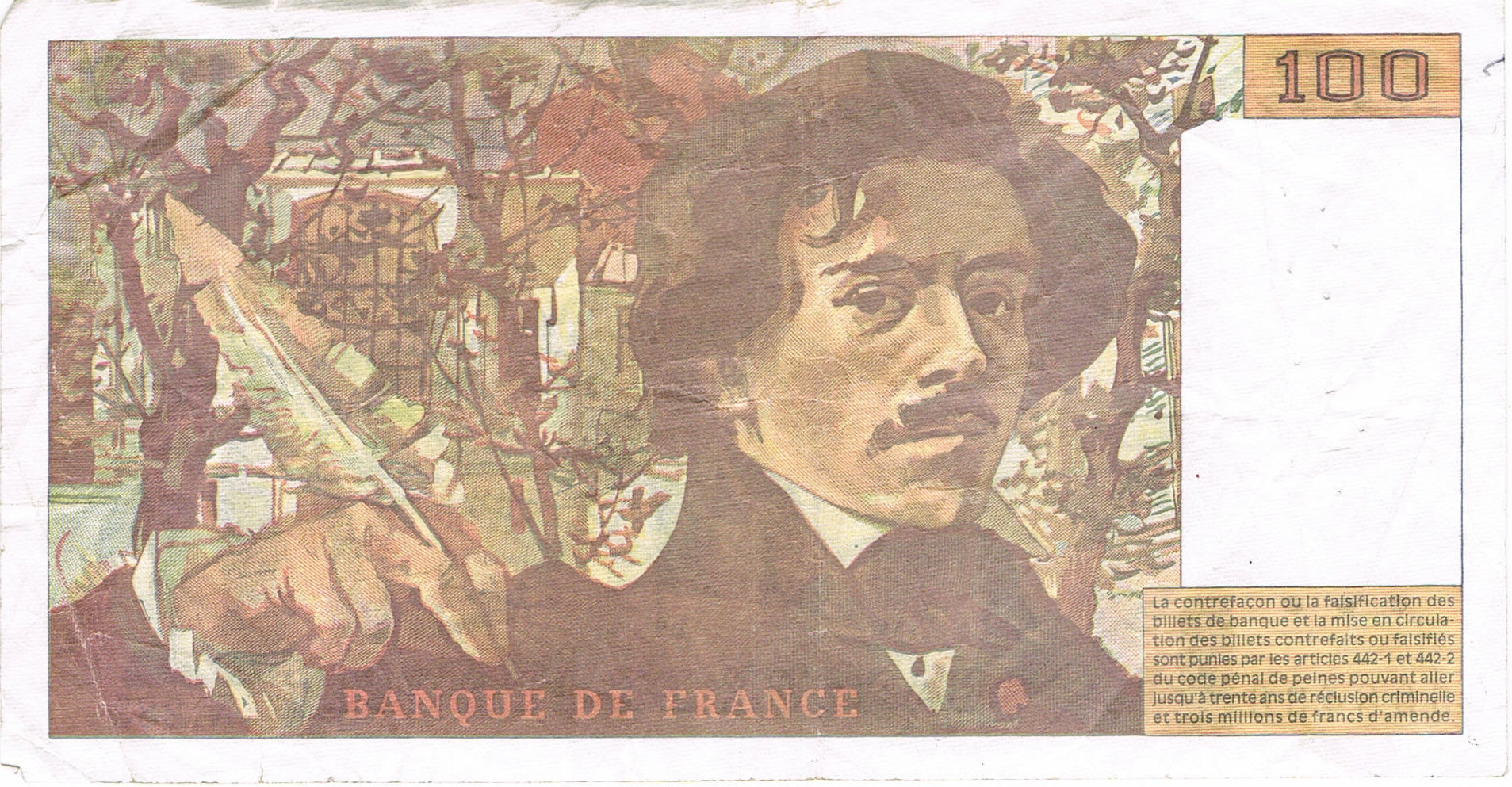
画家ドラクロワの肖像（100フラン紙幣の裏面）。

## 他の画家との関わり
テオドール・ジェリコーに影響を受けており、彼の夭折を嘆いた。アカデミー・デ・ボザールにドラクロワが入会を許された時、ロマン主義の代表格ドラクロワと並び称された新古典主義の主導者たるドミニク・アングルは「私はこの愚かな世紀と決別したい。」と述べた。しばしば劇的な画面構成と華麗な色彩表現は、ルノワールやゴッホなど多くの画家たちに影響を与えた。
その一方で、ドラクロワの素描は作家同定をめぐって多くの議論がある。その発端となった1966年のジョンソンの論文は弟子ピエール・アンドリウによるゲルマント城の回廊の天井画の一つ「ケレスを讃えて」（1866年）を取り上げたもので、他にもコペンハーゲン国立美術館のペン素描など、これまでパリの旧市庁舎一階の「平和の間」の天井画のためのドラクロワの素描と考えられてきたいくつかの作品を弟子アンドリウの習作とした。ドラクロワの影響が色濃いこの天井画は神話主題で四季を描いた4点の格間からなり、「平和の間」と同様、ギリシアの神々の姿が描かれている。また、ドラクロワの死後、アトリエに残されていた作品群に偽のアトリエ印が確認される一方、19世紀末から20世紀初頭にその素描の多くが絵画市場に出回っているため、現在ではルーヴルをはじめ各地の美術館でドラクロワの素描の再検討が行われているが、多くの研究余地を残している。

## ウジェーヌ・ドラクロワの日記
1822年に始まり、1824年に中断、1847年に再開され、1863年の彼の死まで続いた。このドラクロワの個人的な日記は、この画家の文業における代表作である。そこには絵画、詩、音楽についての考察が書き留められており、また、ジョルジュ・サンド、ジョゼフィーヌ・ド・フォルジュ男爵夫人、ショパン、シャブリエらとの議論が記録されている。それは単に画家の日々の生活や彼の心配事についてにとどまらず、19世紀半ばのパリの生活についての証言となっている。
ドラクロワの日記は1893年にPlonから出版され、同出版社から1932年に改訂版、1980年にユベール・ダミッシュによる序文を付した再編集版が出された。さらに2009年に、オリジナルの手稿による訂正と最近の発見による増補を加えたMichèle Hannooshによる浩瀚な批判版がJosé Cortiから刊行された。
ドラクロワは美術辞典の草稿（アンヌ・ラリュにより編纂、出版）や、絵画についての記事も書いている。
- フランス国立美術史研究所（INHA）デジタル・ライブラリー - ドラクロワの日記と手紙

## ギャラリー

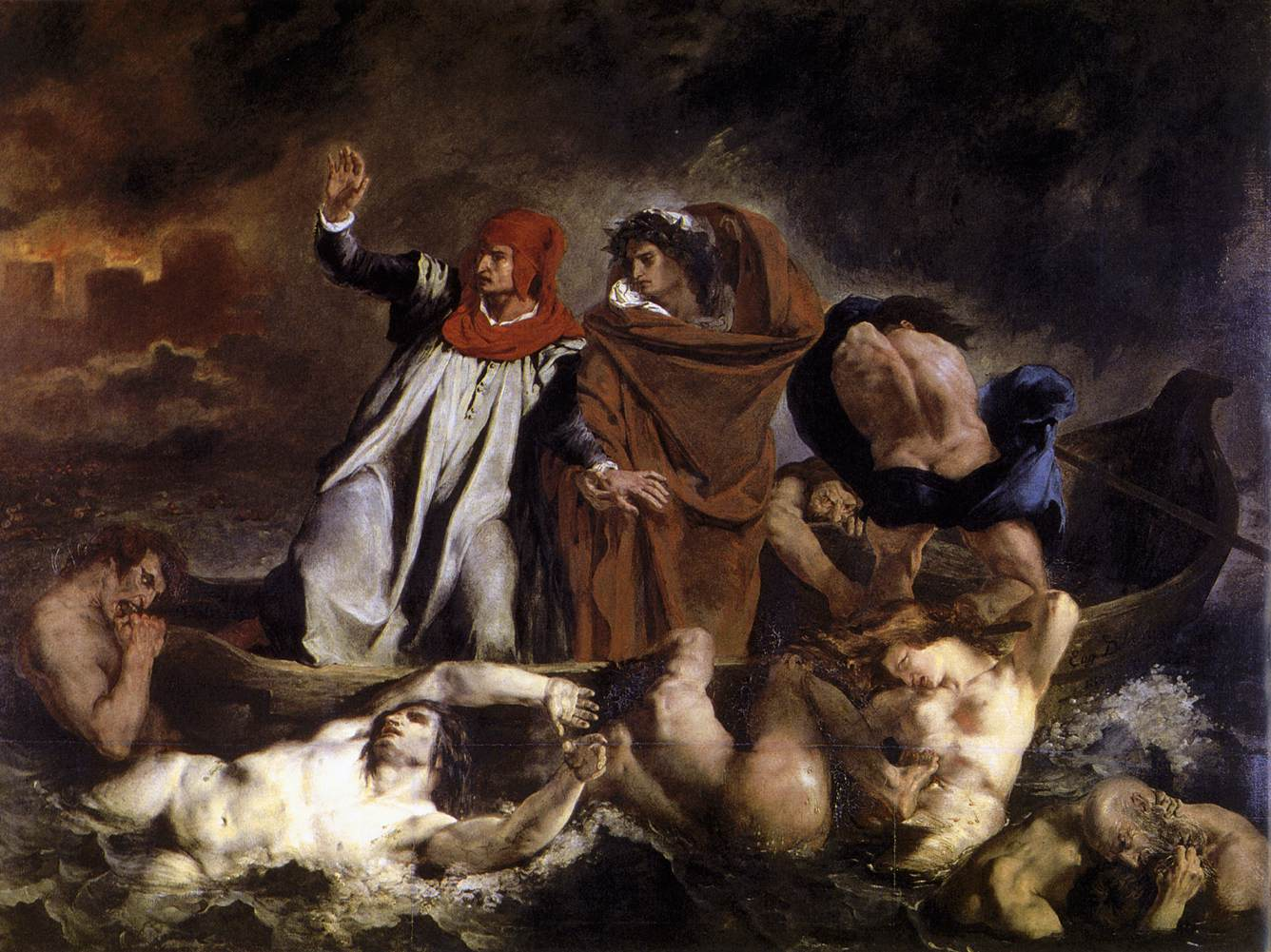
ダンテの小舟（1822年、ルーヴル美術館所蔵） "La Barque de Dante"
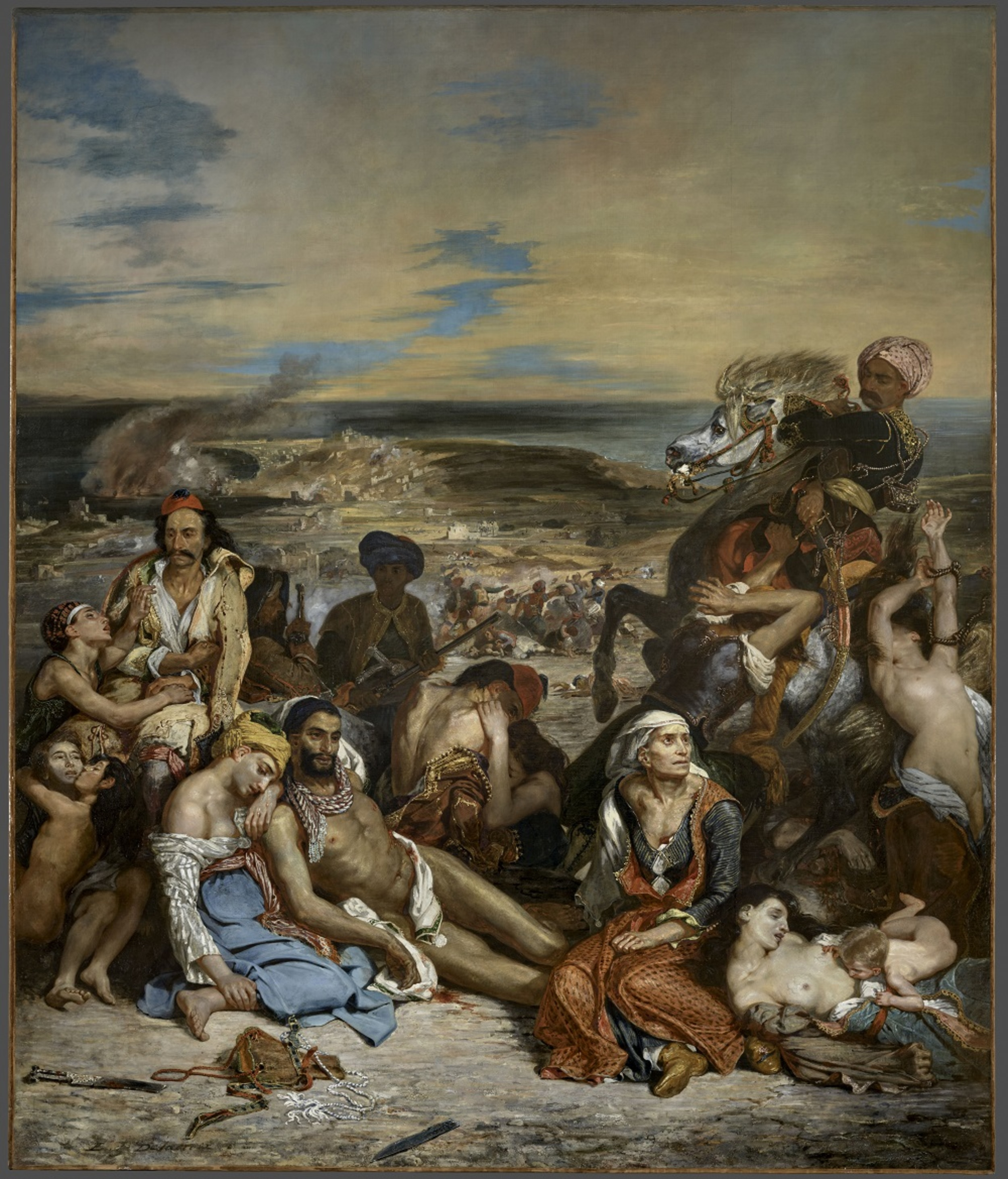
キオス島の虐殺（1823-24年、ルーヴル美術館所蔵） "Scène des massacres de Scio"
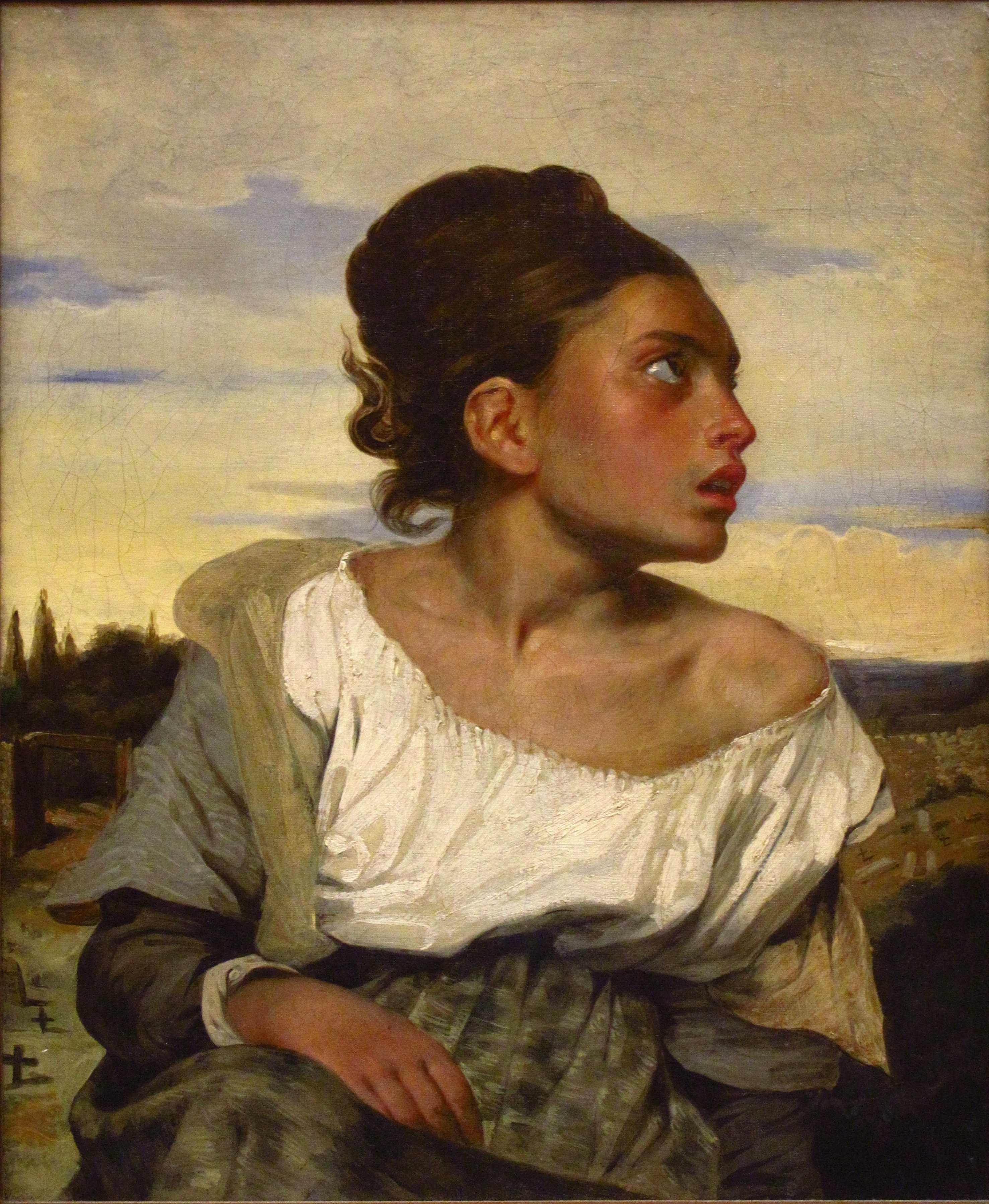
墓場の少女（1824年、ルーヴル美術館所蔵） "Jeune orpheline au cimetière"
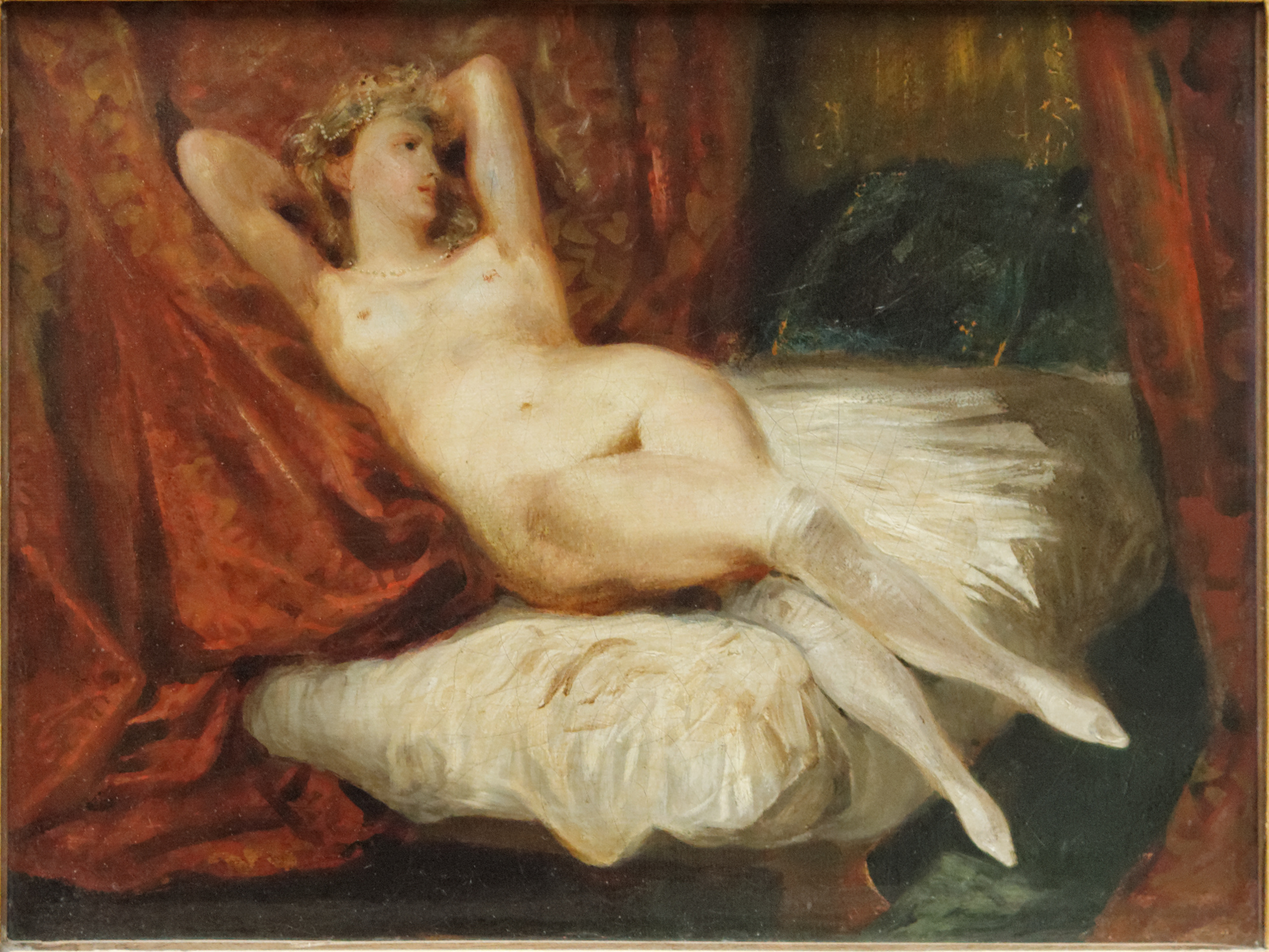
白い靴下の裸婦（1825-26年、ルーヴル美術館蔵） "La Femme aux bas blancs"
ミソロンギの廃墟に立つギリシア（1826年、ボルドー美術館所蔵） "La Grèce sur les ruines de Missolonghi"
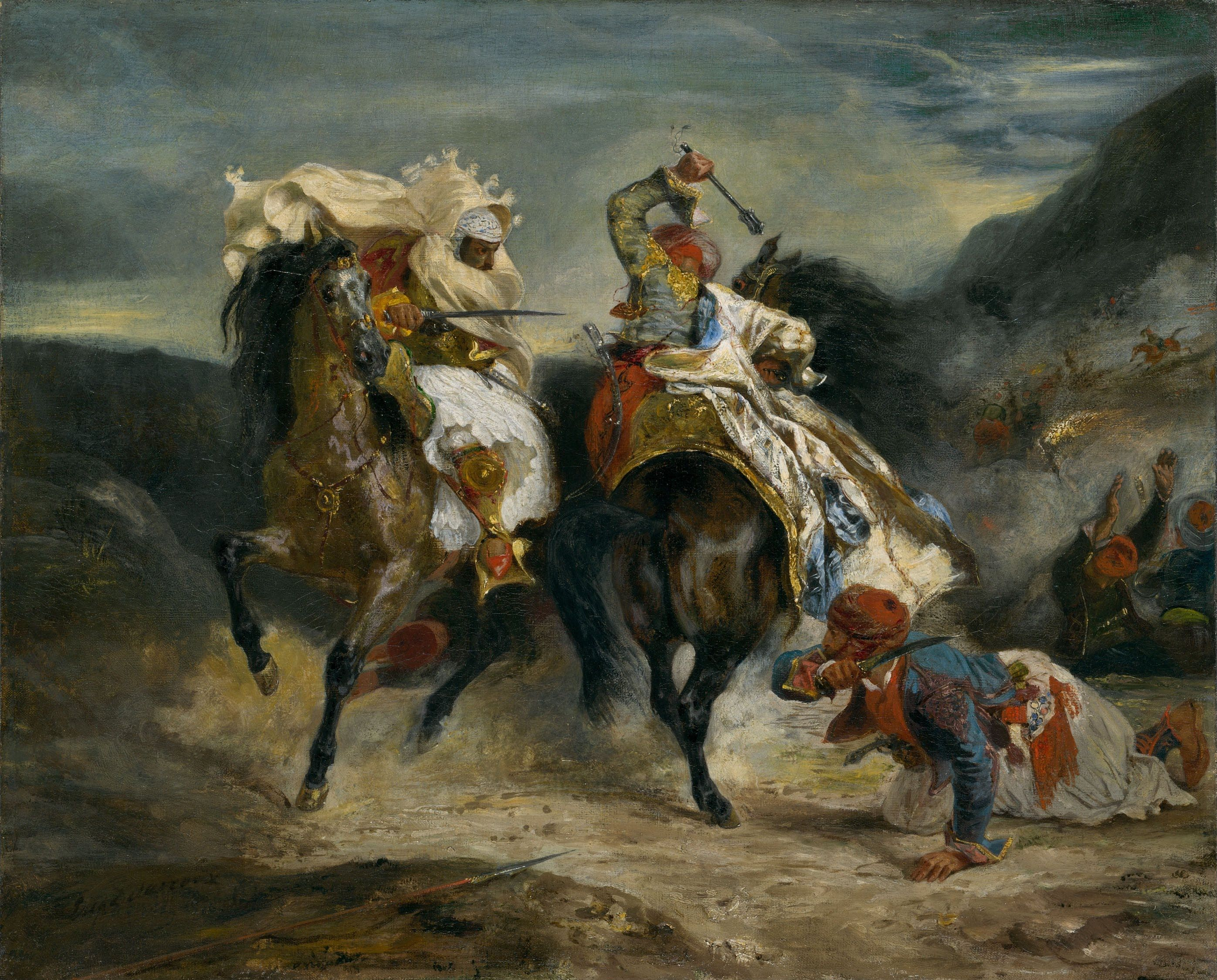
異端者とハッサンの戦い（1826年、シカゴ美術館所蔵） "Combat de Giaour et Hassan"
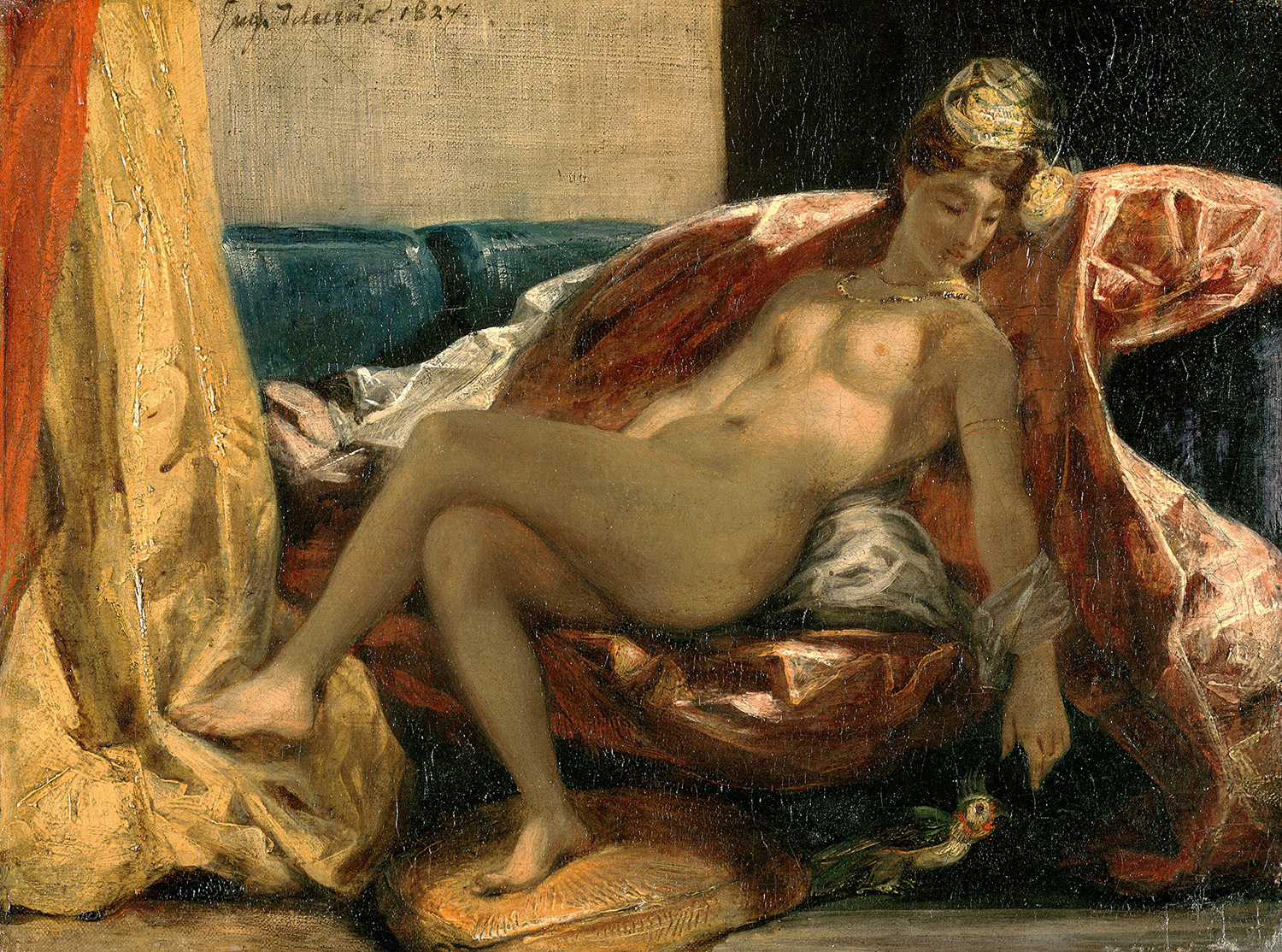
女と鸚鵡（1827年、リヨン美術館所蔵）
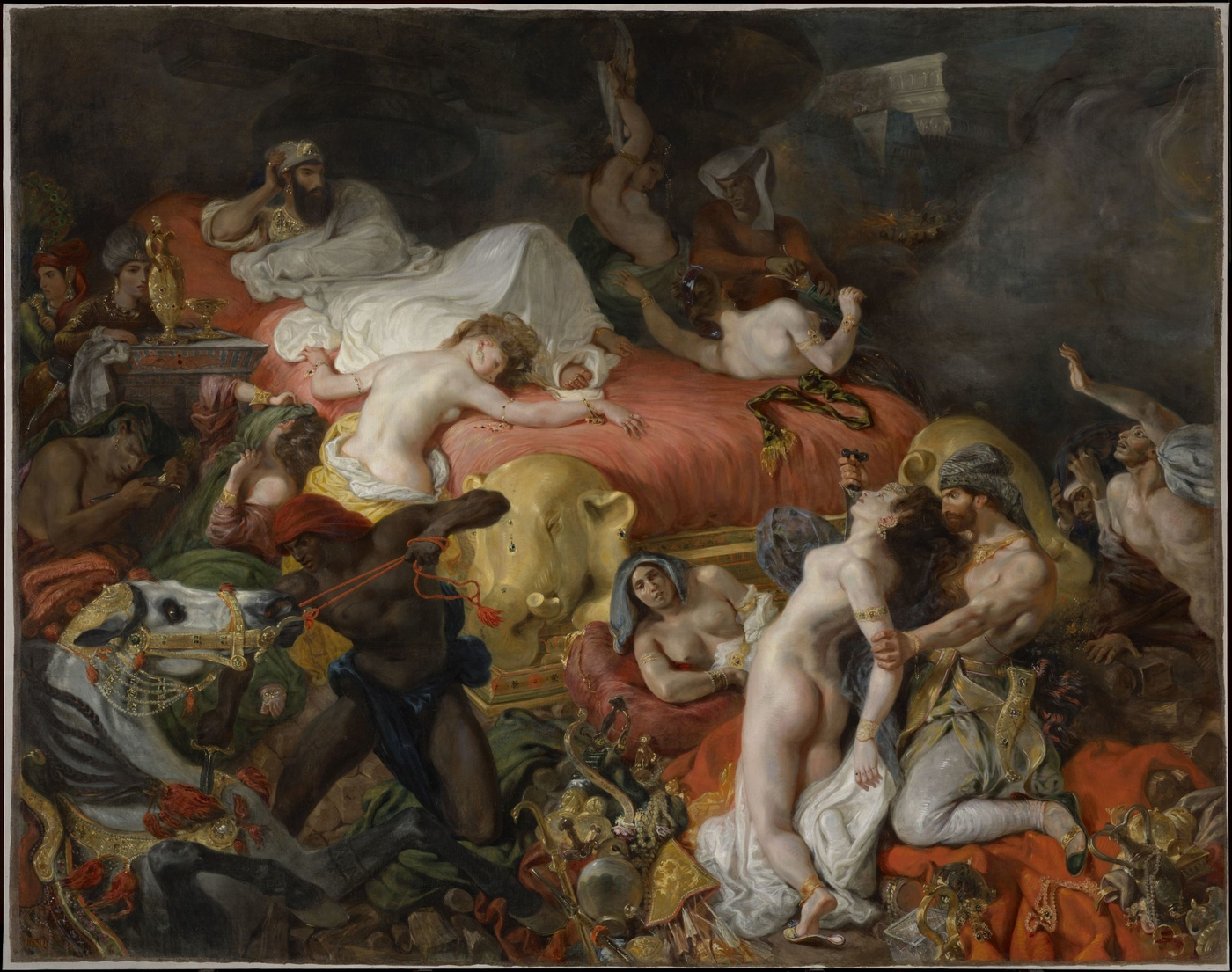
サルダナパールの死（1827年、ルーヴル美術館所蔵） "La Mort de Sardanapale"
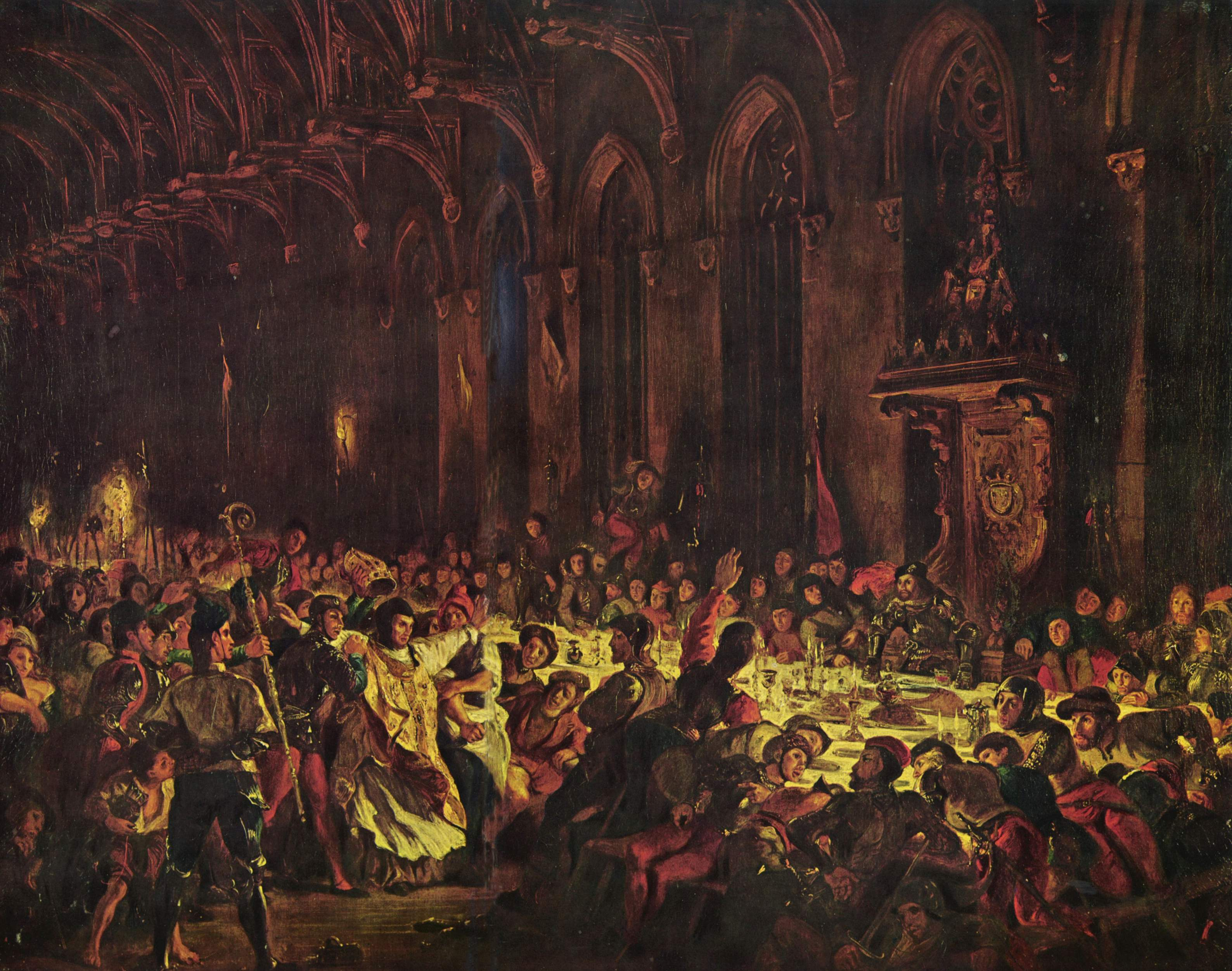
リエージュ司祭の暗殺（1829年、ルーヴル美術館所蔵） "L'Assassinat de l'évêque de Liège"
民衆を導く自由の女神（1830年、ルーヴル美術館所蔵） "La Liberté guidant le peuple"
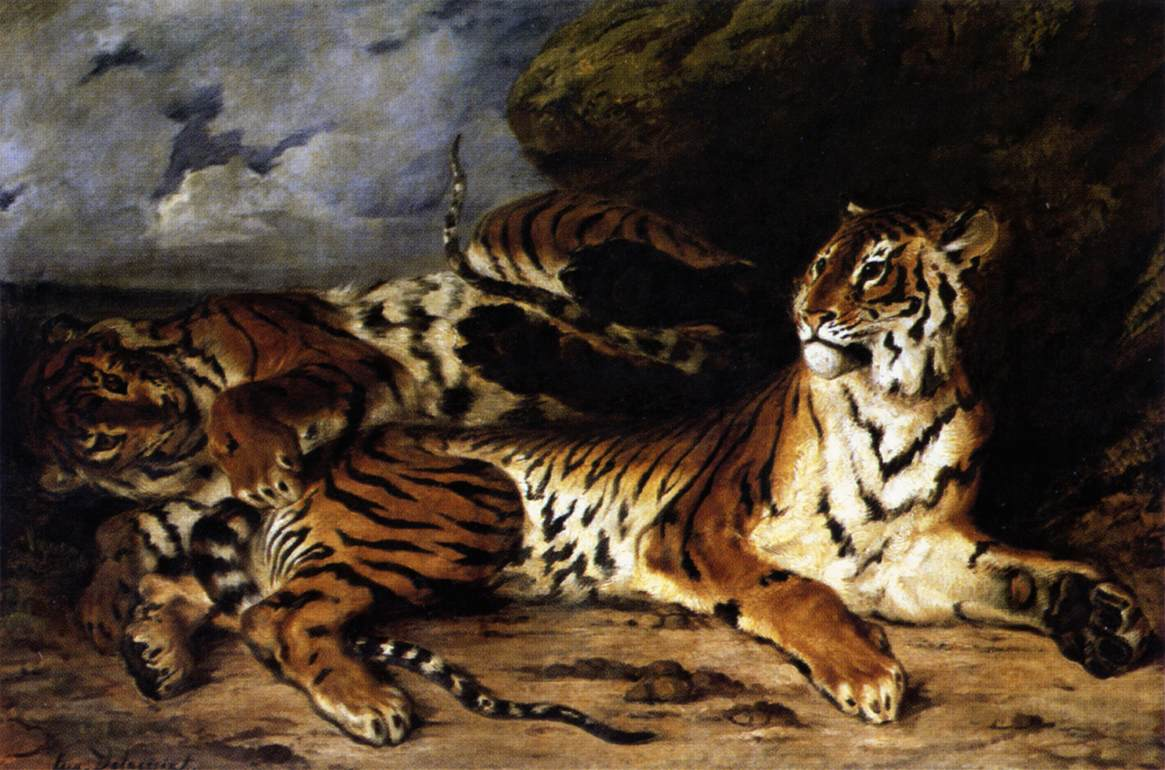
母虎と戯れる子虎（1831年、ルーヴル美術館所蔵） "Jeune tigre jouant avec sa mère"
アルジェの女たち（1834年、ルーヴル美術館所蔵） "Femmes d'Alger dans leur appartement"
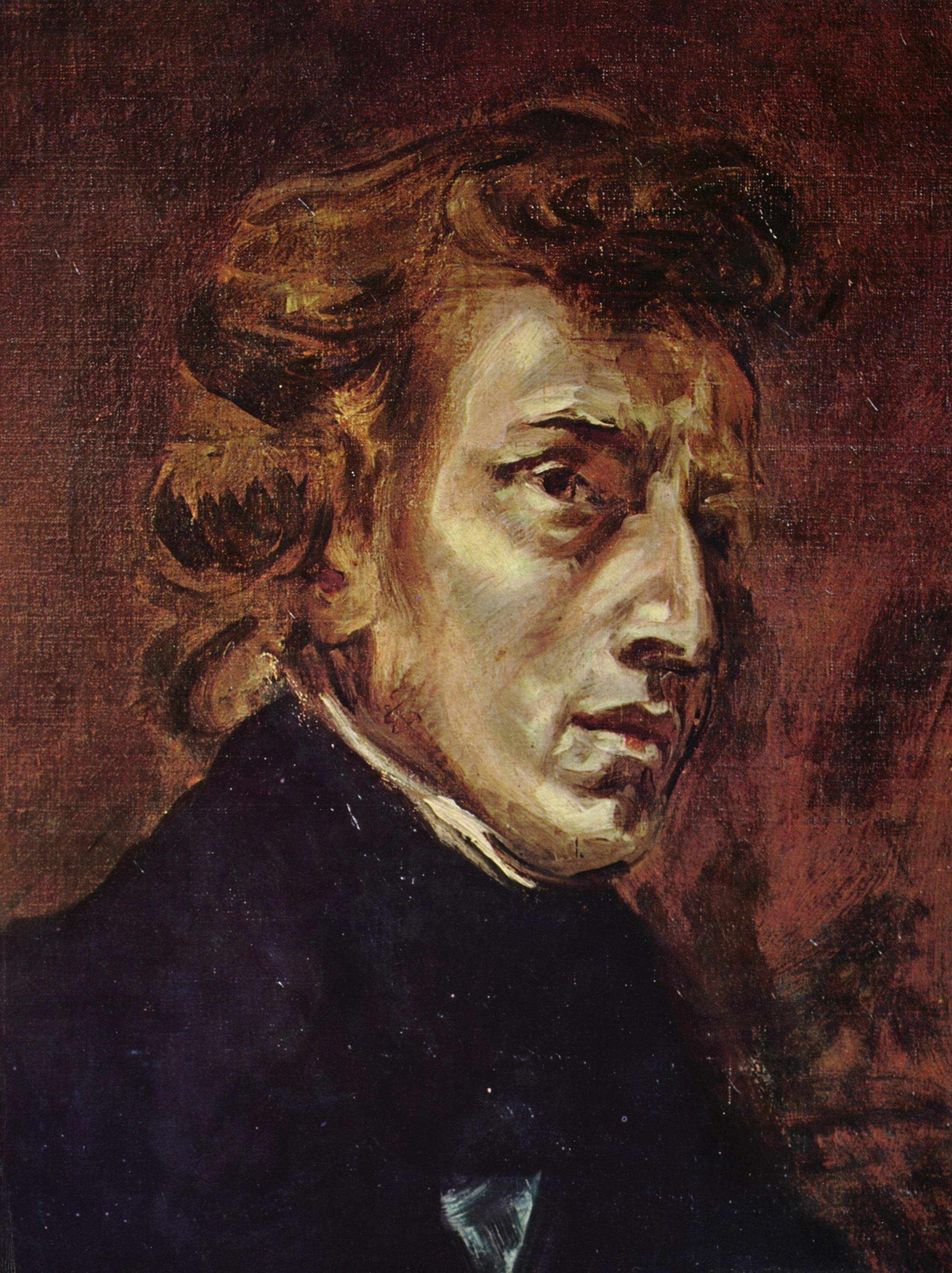
フレデリック・ショパンの肖像（1838年、ルーヴル美術館所蔵） "Portrait de Chopin"
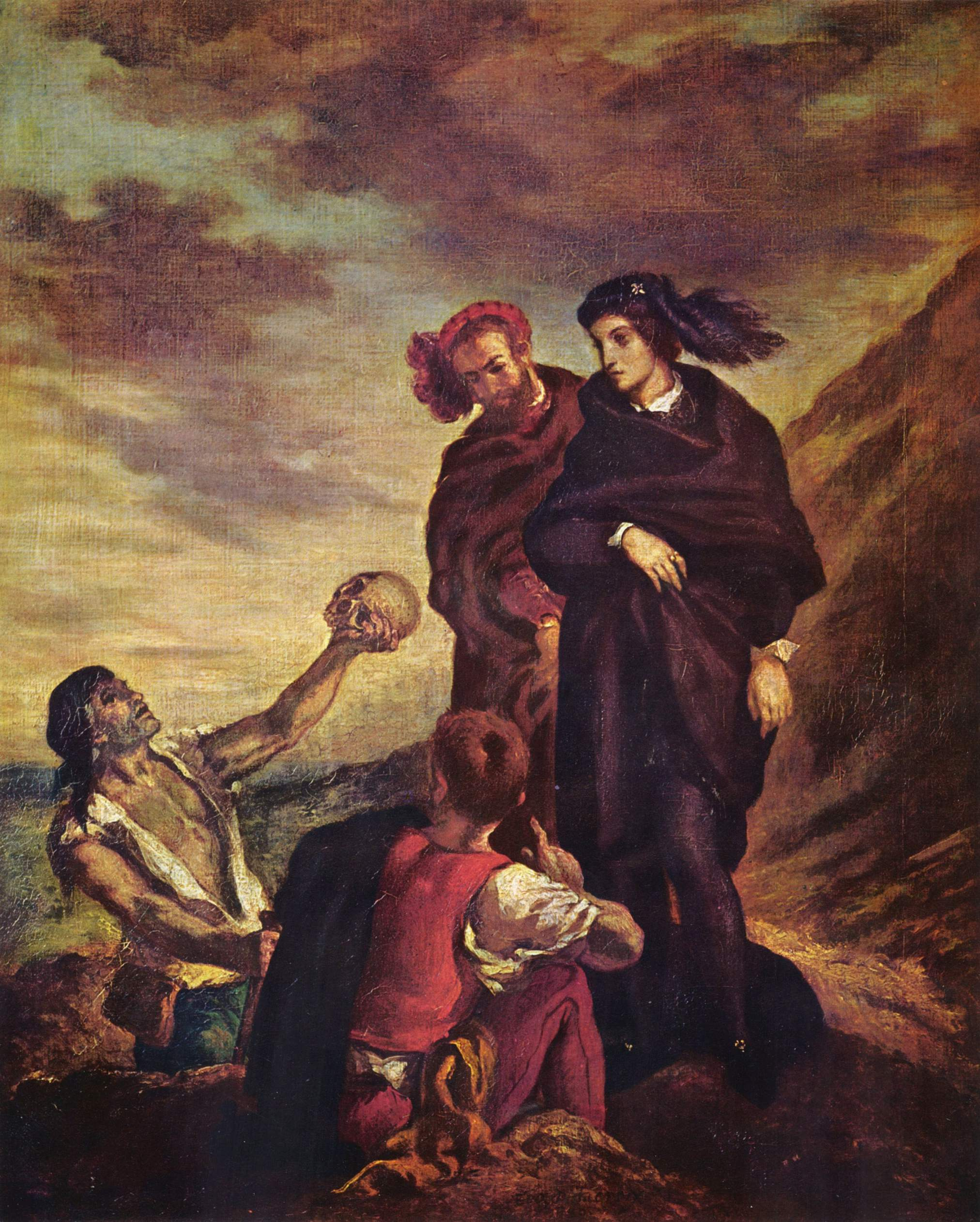
ハムレットとホレイショー （1839年、ルーヴル美術館所蔵） "Hamlet et Horatio au cimetière"
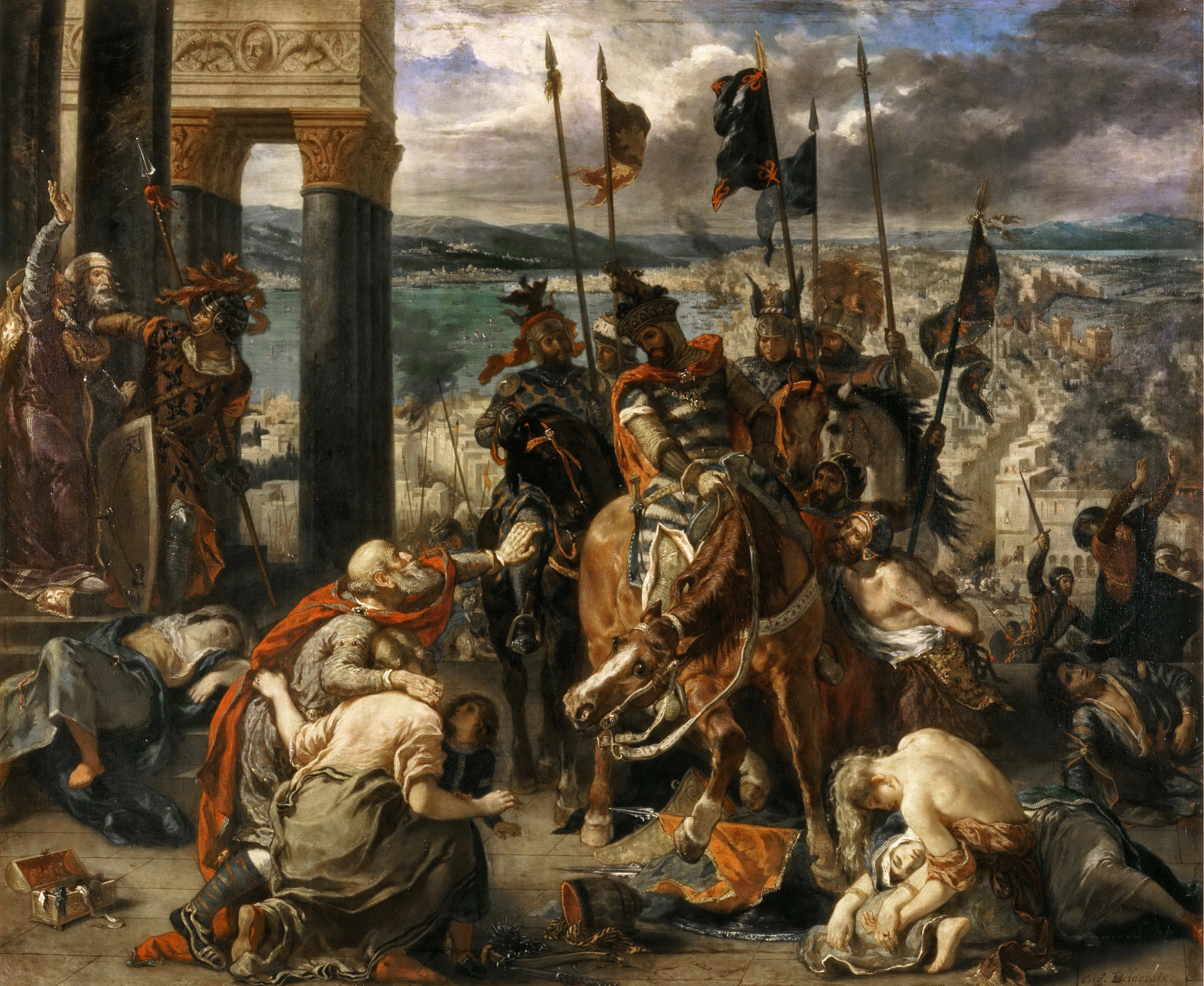
（第四回）十字軍のコンスタンティノープルへの入城（1841年、ルーヴル美術館所蔵） "L'Entrée des croisés à Constantinople"
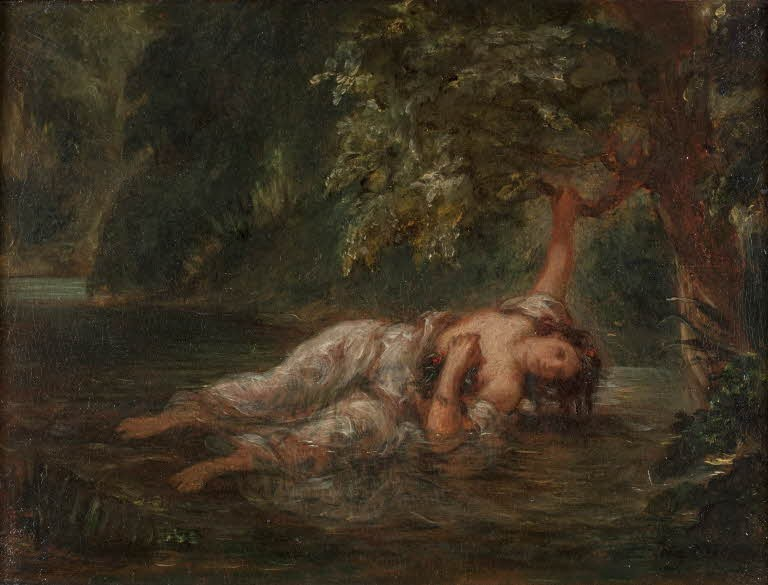
オフィーリアの死（1844年、ルーヴル美術館所蔵） "The Death of Ophelia"
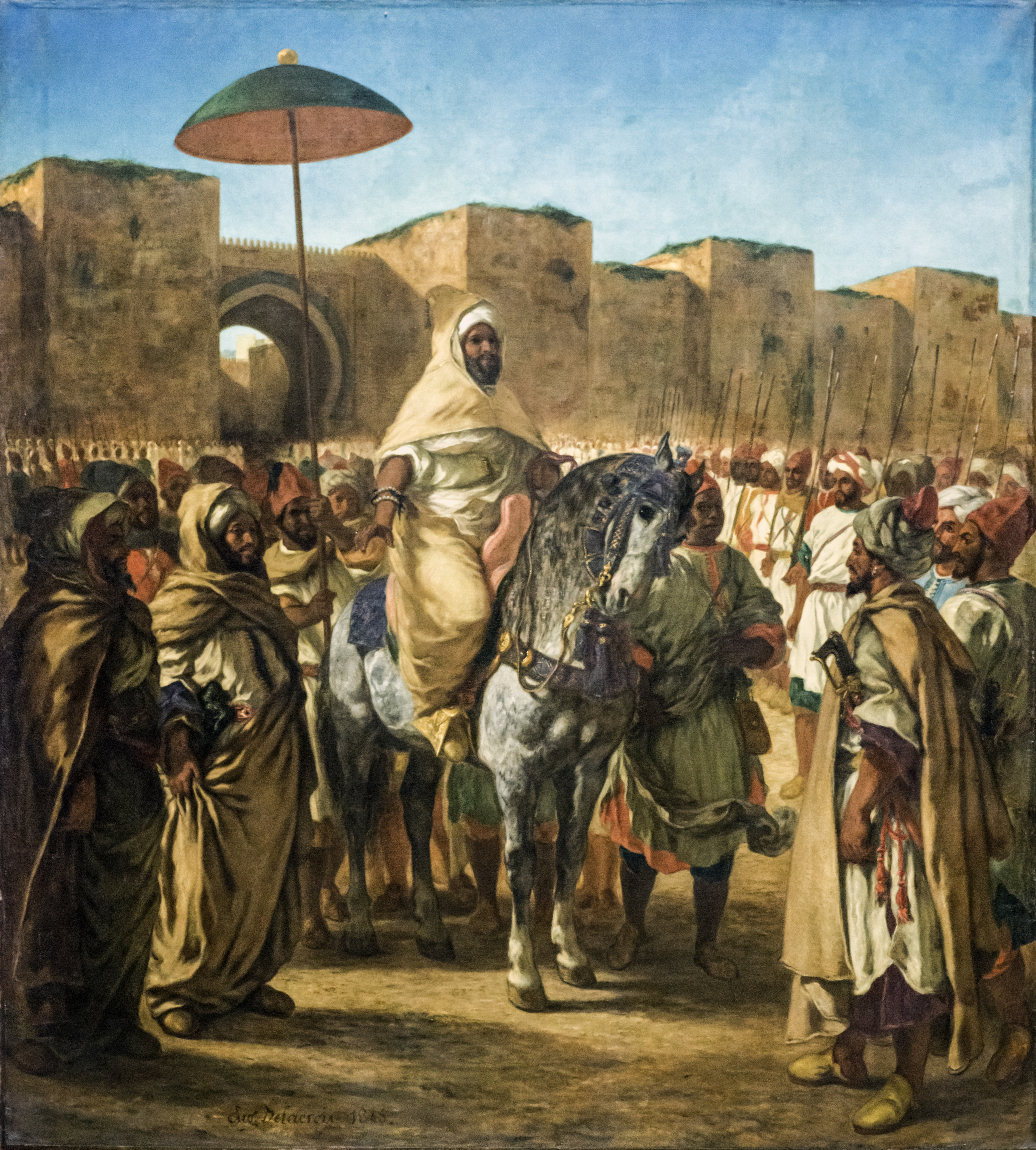
モロッコのスルタン（1845年、オーギュスタン美術館所蔵） "Le Sultan du Maroc entouré de sa garde"
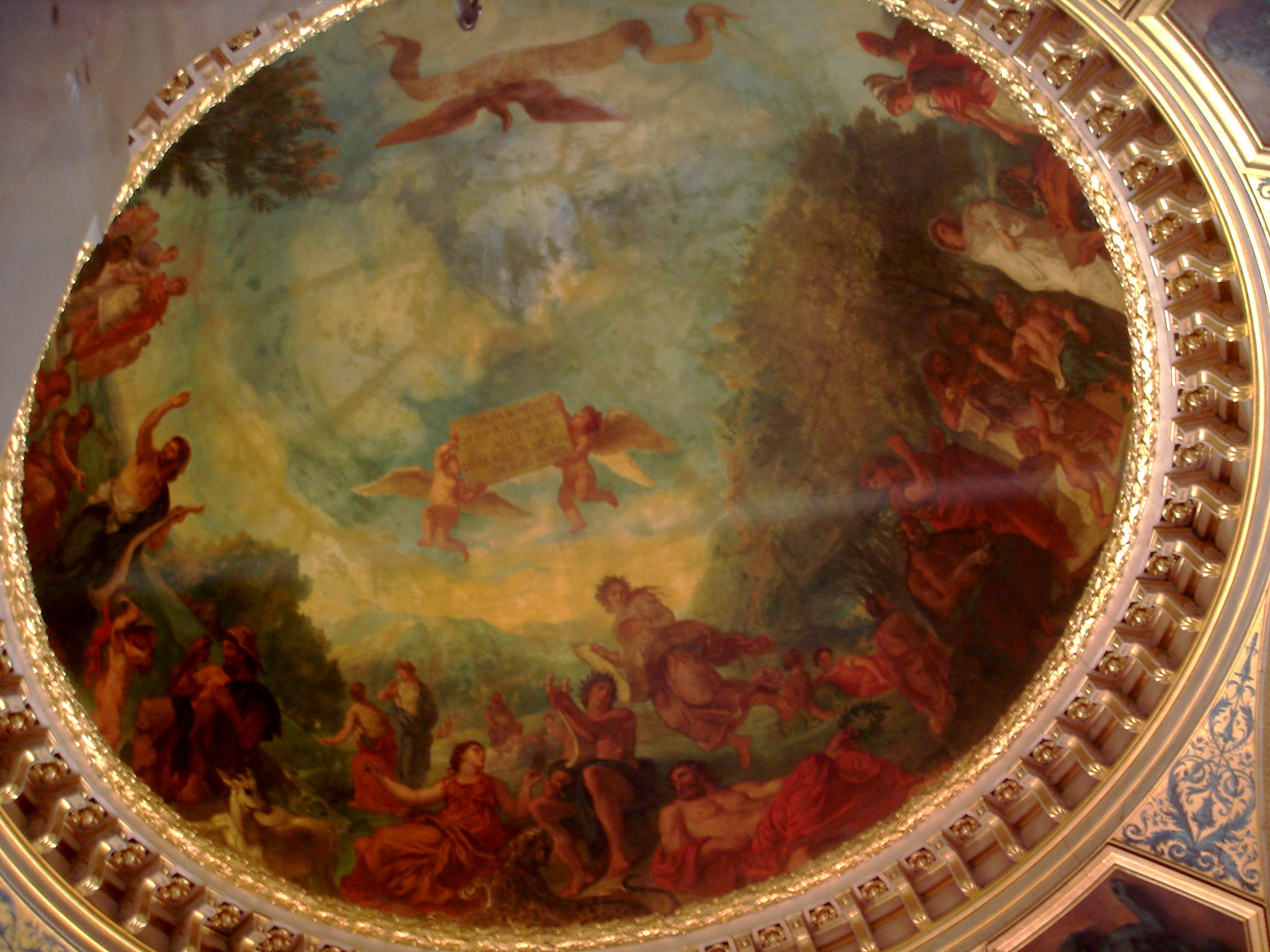
リンボ（リュクサンブール宮図書室の天井画） "Les Limbes"